# Karloskar Felser
Karloskar Felser (* 18. September 1911 in Frankfurt am Main; † 16. Dezember 1978) war ein österreichischer Geologe und Paläontologe.

## Leben
Felser studierte nach dem Abitur 1931 zunächst an der Universität Frankfurt, seit 1933 an der Universität Graz, wo er 1936 bei Franz Heritsch in Geologie zum Dr. phil. promoviert wurde. 1936/37 machte Felser Kartierungen in den Karnischen Alpen und den Karawanken, 1937 wurde er Hilfsassistent bei Hans Breddin an der Technischen Hochschule Aachen, 1938/39 war er Assistent bei Bruno von Freyberg an der Universität Erlangen. Von 1939 bis 1941 war er Sachbearbeiter und Regierungsbaurat für den Vierjahresplan für die Bayerische Ostmark. Er leistete Kriegsdienst in Nordfinnland und Norditalien als Wehrgeologe. Nach der Rückkehr aus der Kriegsgefangenschaft 1947 führte er zusammen mit seiner Mutter das väterliche Uhren- und Goldwarengeschäft in Leoben weiter. Ab 1957 war Felser nebenberuflich an der Montanistischen Hochschule Leoben Lehrbeauftragter für Paläontologie. Von 1972 bis zu seiner Pensionierung 1977 war er dort hauptberuflich Kustos der Sammlung des Instituts für Geologie und Lagerstättenkunde.
Felser erforschte unter anderem rugose Korallen des alpinen Paläozoikums.

## Veröffentlichungen (Auswahl)
- Caninia Nikitini Stuckenberg aus dem schiefrigen Kalk des Häuselberges bei Leoben. In: Mitteilungen des naturwissenschaftlichen Vereins für Steiermark 73, 1936, S. 5–6 (zobodat.at [PDF; 658 kB]).
- mit Hans Seelmeyer: Die Detailkartierung im Oberkarbon-Perm der Karnischen Alpen zwischen Schulterkofel und Tresdorfer Höhe. In: Mitteilungen des naturwissenschaftlichen Vereins für Steiermark 73, 1936, S. 7–9 (zobodat.at [PDF; 993 kB]).
- Der Granit von Nötsch im Gailtal und seine Begleitgesteine. In: Verhandlungen der Geologischen Bundesanstalt 1936, S. 182–187 (zobodat.at [PDF; 451 kB]).
- Rugosa Korallen aus dem Oberkarbon-Perm der Karnischen Alpen zwischen Schulterkofel und Treßdorfer Höhe. In: Mitteilungen des naturwissenschaftlichen Vereins für Steiermark 74, 1937, S. 5–20 (zobodat.at [PDF; 4,6 MB]).
- Die NO-Verwerfer der Karbonscholle von Nötsch (Gailtal). In: Carinthia II 128/48, 1938, S. 54–61 (zobodat.at [PDF; 788 kB]).
- Bericht über die geologische Aufnahmetätigkeit in den Karawanken im Sommer 1937. In: Verhandlungen der Geologischen Bundesanstalt 1938, S. 103–106 (zobodat.at [PDF; 375 kB]).
- Bericht über die geologische Aufnahme in den Karawanken im Sommer 1938. In: Verhandlungen der Geologischen Bundesanstalt 1939, S. 115–118 (zobodat.at [PDF; 367 kB]).
- mit Franz Kahler, Gustava Kahler: Dolomite im Oberkarbon und Unterperm der Karnischen Alpen. In: Carinthia Sonderhefte 20, 1956, S. 40–48
- mit Franz Kahler: Die Geologie der Rattendorfer Alm (Karnische Alpen). In: Carinthia II 153_73, 1963, S. 72–90  (zobodat.at [PDF; 2 MB]).
- Wentzellophyllum (Stylidophyllum) volzi (Huang). Eine kritische Betrachtung über Funde dieser Korallengattung in den Karnischen Alpen. In: Carinthia Sonderhefte 28, 1970, S. 51–60
- Forschungsergebnisse im ost- und südalpinen Perm – Die jungpaläozoische Transgression am Roßkofel (Karnische Alpen). In: Carinthia II 164_84, 1974, S. 39–41  (zobodat.at [PDF; 403 kB]).
- Die Magnesite in der steirischen Grauwackenzone und die Auswahl geeigneter Prospektionsgebiete nach geologisch-faziellen und lagerstättenkundlichen Kriterien. In: Mitteilungen der Abteilung Geologie Palaeontologie und Bergbau am Joanneum 38, 1977, S. 41–46.